# Ясногородка (Макаровский район)
Ясногоро́дка (укр. Ясногородка) — село, входит в Фастовский район Киевской области Украины.
Село было оккупировано в ходе российского вторжения 2022 года. Освобождено в конце марта 2022. Находясь под оккупацией, жители Киевской области использовали дорогу из соседнего села Мотыжин, также пострадавшего от российских войск, в Ясногородку для эвакуации. На семикилометровой дороге были найдены тела 37 погибших.
Население по переписи 2001 года составляло 938  человек. Почтовый индекс — 08061. Телефонный код — 4578. Занимает площадь 411,2 га км². Код КОАТУУ — 3222789201.

## Местный совет
с. Ясногородка, вул. Київська, 47 (укр.)

## Галерея

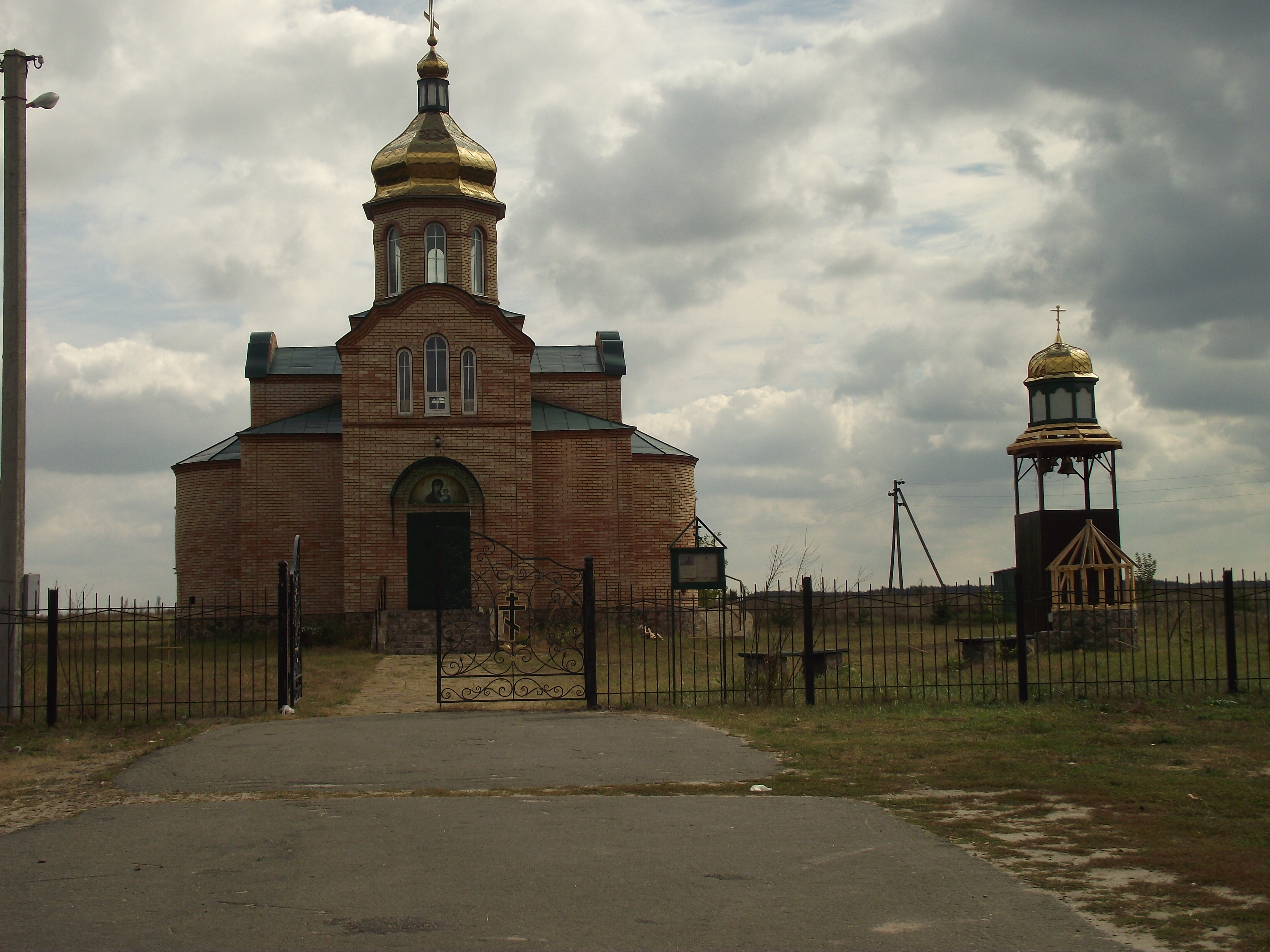
Церковь
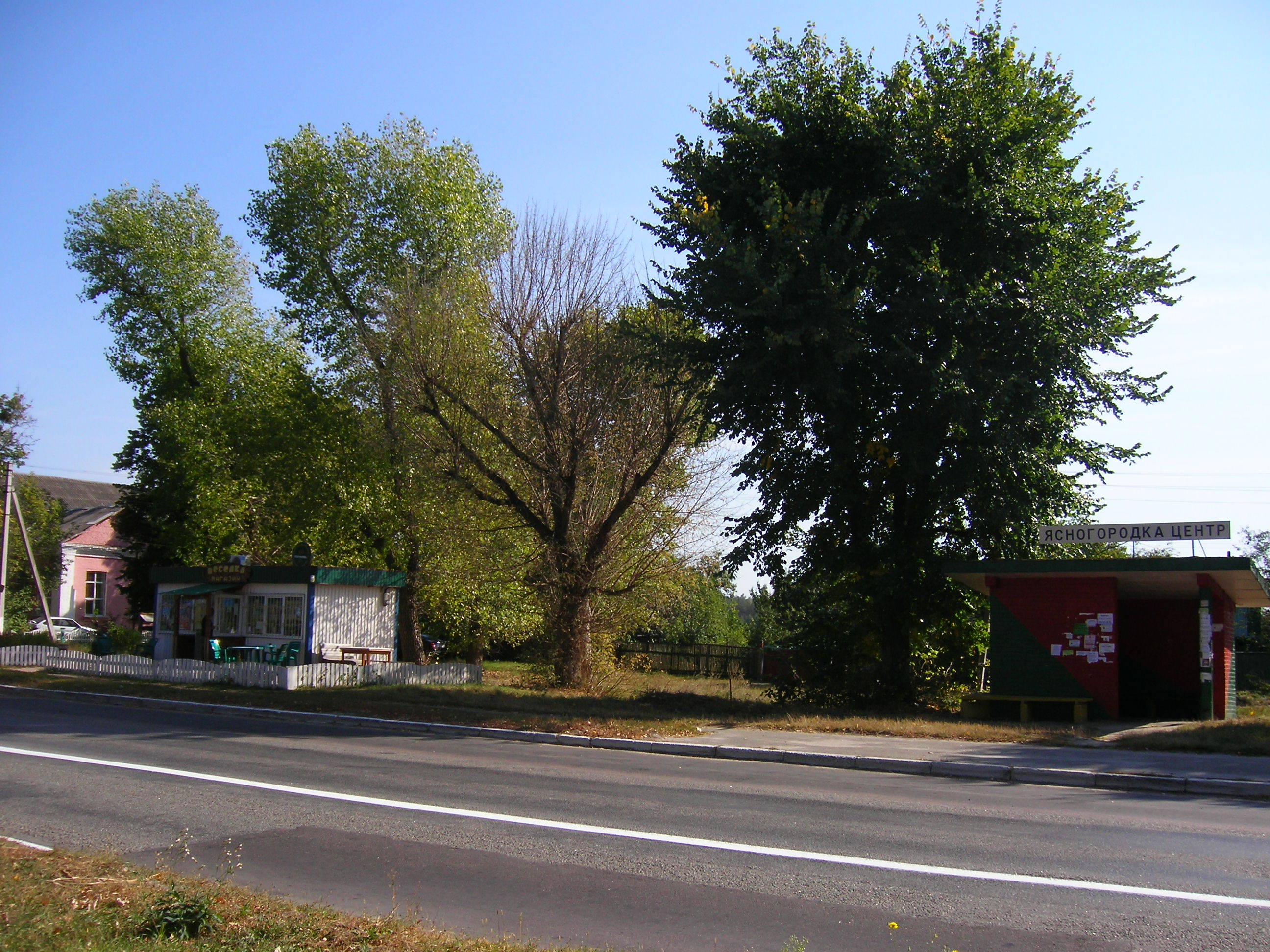
В центре села
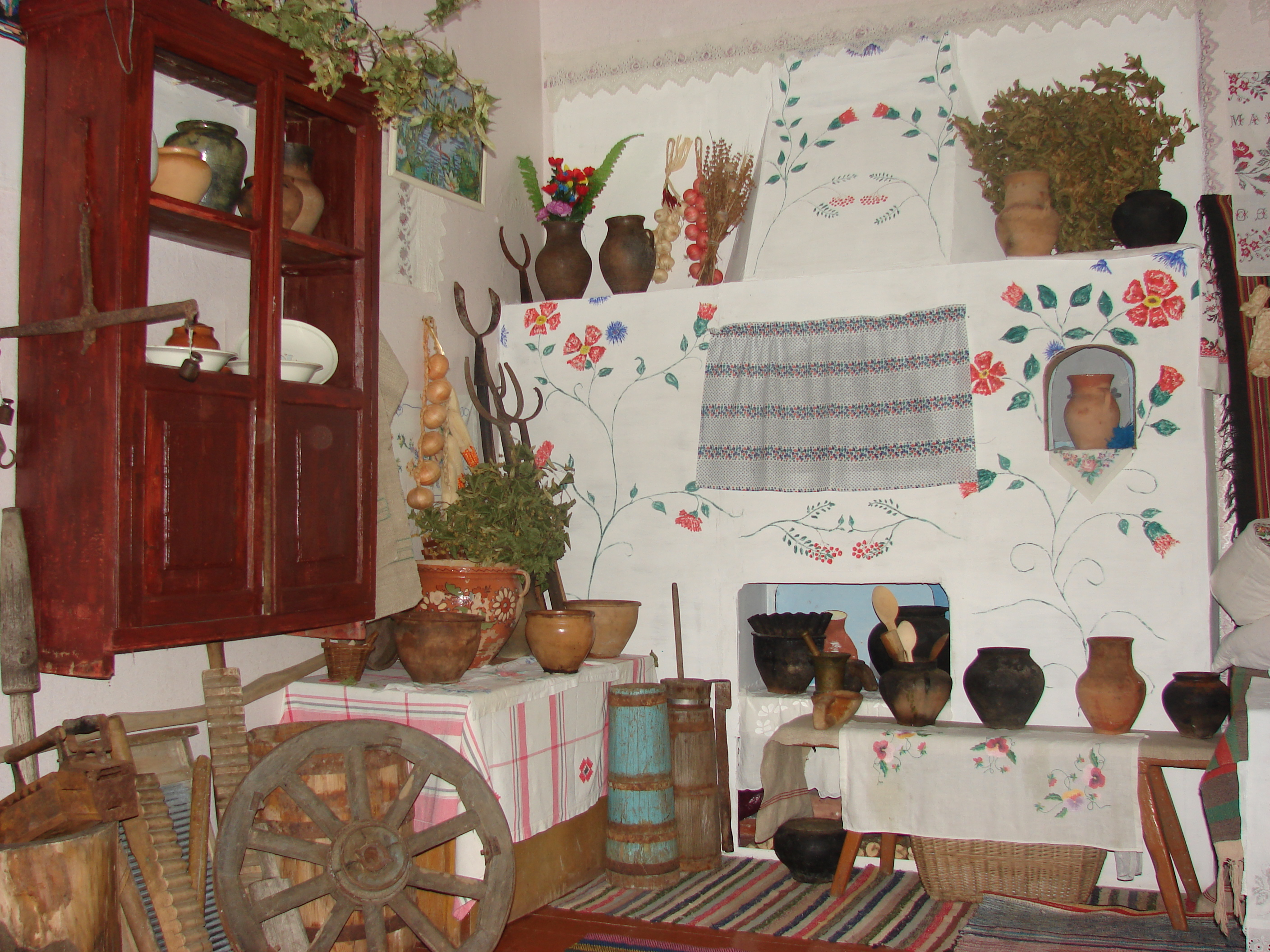
Экспозиция школьного музея
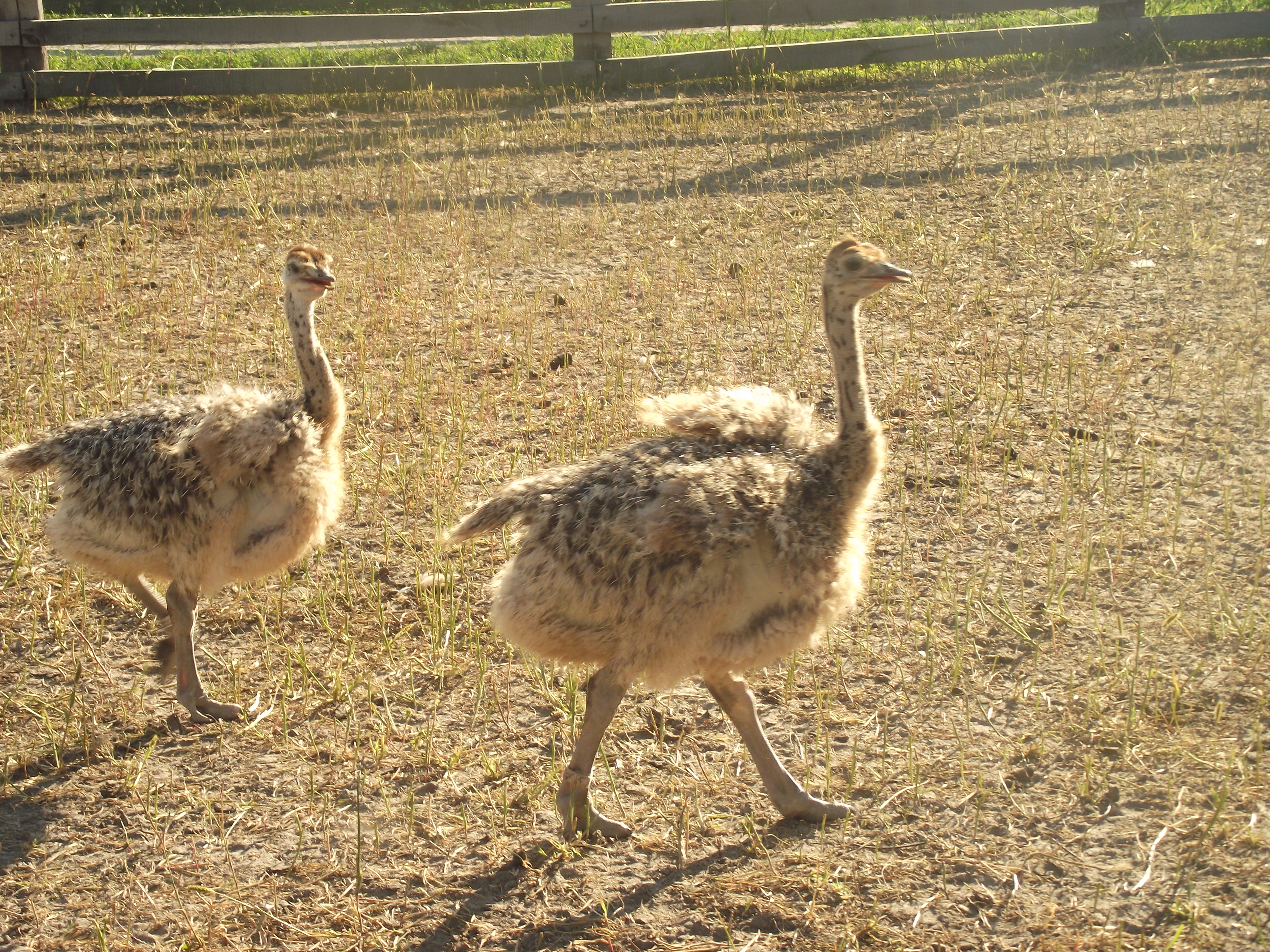
Страусиная ферма в селе